# Valtriano
Valtriano (già Val Triana) è una frazione del comune italiano di Fauglia, nella provincia di Pisa, in Toscana.

## Geografia fisica
La frazione di Valtriano è situata in pianura, a metà strada tra i centri abitati di Vicarello ad ovest e di Cenaia ad est. A sud del borgo scorre il torrente Isola (15 km), affluente del canale scolmatore dell'Arno.

## Storia
Il borgo di Triana, poi Val Triana, sorse nel periodo alto-medievale con la fondazione della pieve di Santa Maria di Atriana, citata in un documento risalente al 941. La pieve di Atriana con la villa di Triana sono ricordati nuovamente in un allivellamento del vescovo di Lucca Teudegrimo il 16 agosto 983. La pieve, come documentato in un catalogo del 1260, aveva sotto di sé dodici chiese succursali.
Valtriano si sviluppò nei secoli successivi come borgo a vocazione agricola: qui era situata un'importante tenuta nella quale lavoravano numerosi contadini. In epoca recente la frazione si è distinta per la presenza di importanti mobilifici ed è qui situata la principale area commerciale del comune di Fauglia.

## Monumenti e luoghi d'interesse
- Chiesa di Santa Margherita da Cortona, chiesa parrocchiale della frazione, è stata realizzata nel 1958, dopo che la parrocchia era stata istituita il 25 aprile 1956 su volere del vescovo Felice Beccaro.[3] Fino a quel momento la popolazione di Valtriano celebrava le funzioni religiose nella cappella di San Paolo presso la villa Gotti Porcinari.[3] La chiesa è stata progettata dall'architetto Bagatti e completata definitivamente nel 1970.[3]